# 김영선 (1956년 11월)
김영선(金永善, 1956년 11월 11일(음력 10월 9일) ~ )은 대한민국의 탤런트 겸 영화배우, 연극 배우이다. 1975년 연극배우로 첫 데뷔하였고 1983년에는 KBS 공채 10기 탤런트로 입사하여 텔레비전 방송과 영화에 출연하였다.

## 경력
- 1983년 KBS 공채 10기 탤런트
- 한국방송영화공연예술인노동조합 수석부위원장

## 연기 활동

### 텔레비전 드라마
- 2013년 《대왕의 꿈》KBS1 ... 유인궤 역
- 2009년 《천추태후》 KBS2 ... 한인경 역
- 2007년 《왕과 나》 SBS ... 유자광 역
- 2004년 《파리의 연인》 SBS ... 김창렬 이사 역
- 2004년 《불멸의 이순신》 KBS1 ... 유숭인 역
- 2003년 《무인시대》 KBS1 ... 야율금시 역
- 2003년 《왕의 여자》SBS ... 김개시 아버지 역
- 2001년 《여인천하》 SBS ... 심정 역
- 1996년 《용의 눈물》, KBS1 ... 공양왕 역
- 1995년 《목욕탕집 남자들》, KBS2 ... 웨이터 역
- 1993년 《삼국기》, KBS2
- 1990년 《우리아빠 홈런》 KBS2
- 1987년 《토지》 KBS1